# Smaragdtábla

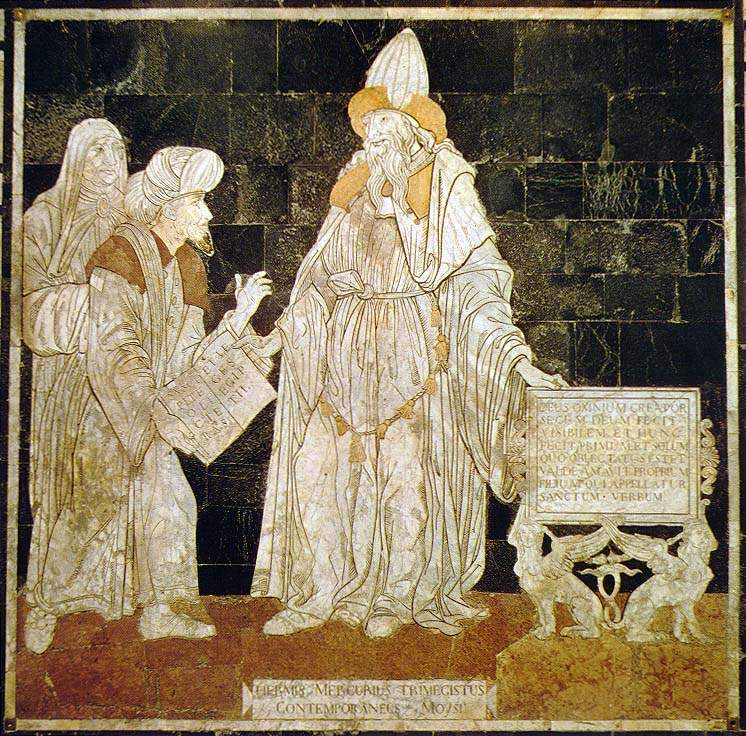
Hermész Triszmegisztosz

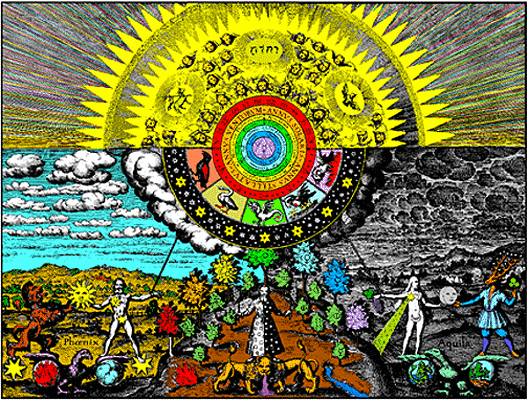
Tabula Smaragdina

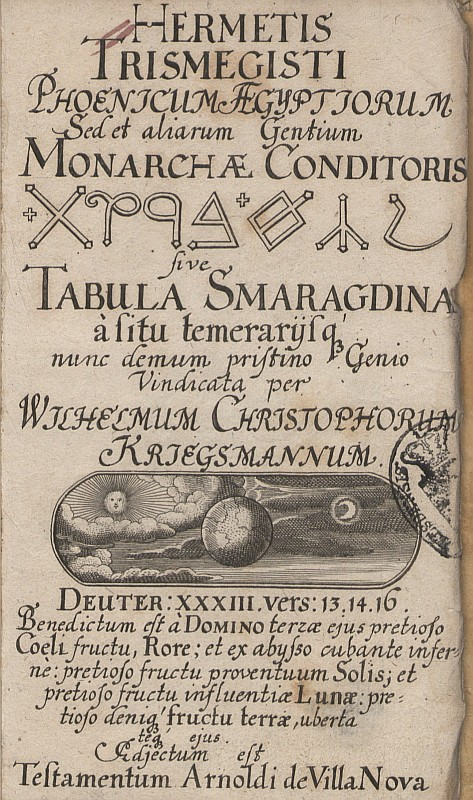
Wilhelm Christoph Kriegsmann a Smaragdtábláról írott könyvének címlapja

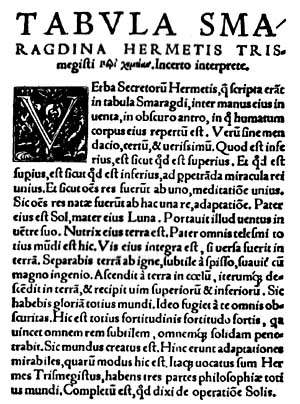
Table Emeraude Chrysogonus

A Smaragdtábla vagy Tabula smaragdina egy ókori ezoterikus irat, a hermetikus filozófia „alapokmánya”, amelyet Hermész Triszmegisztosznak tulajdonítanak. A középkorban nagy hatást gyakorolt az alkímiára.

## A tábla története
A táblát a hagyomány szerint egy egyiptomi sírban találták Hermész Triszmegisztosz múmiája mellett. Maga a tábla elveszett, csak a tartalmát ismerjük hellenisztikus forrásokból. 
Valószínűleg a Kr. e. VI. században keletkezett.
Csupán latin nyelven maradt fenn, ám egyesek szerint eredetileg görög nyelven fogalmazták. A szöveg szerint a szerzője a gnosztikus és alexandriai írók által jól ismert Hermész Triszmegisztosz. Egyesek a vízözön utáni időkre teszik a keletkezését, de azt nem pontosítják, hogy az i. e. 8000-es vagy az i. e. 12000-es ún. vízözönre gondolnak.

## A tábla szövege

### Latinul
Tabula Smaragdina
1. Verum, sine mendatio, certum et verissimum
2. Quod est inferius, est sicut quod est superius, et quod est superius est sicut quod est inferius ad perpetranda miracula rei unius
3. Et sicut omnes res fuerunt ab uno, meditatione unius: sic omnes res natae fuerunt ab hac una re, adaptatione
4. Pater eius est Sol, mater eius Luna, portavit illud ventus in ventre suo, nutrix eius terra est
5. Pater omnis thelesmi totius mundi est hic
6. Vis eius integra est, si versa fuerit in terram
7. Separabis terram ab igne, subtile a spisso, suaviter, cum magno ingenio
8. Ascendit a terra in coelum, iterumque descendit in terram et recipit vim superiorum et inferiorum. Sic habebis gloriam totius mundi. Ideo fugiat a te omnis obscuritas
9. Hic est totius fortitudinis fortitudo fortis. Quia vincit omnem rem subtilem, omnemque solidam penetrabit
10. Sic mundus creatus est
11. Hinc adaptationes erunt mirabiles, quarum modus est hic
12. Itaque vocatus sum Hermes Trismegistos, habens tres partes philosophiae totius mundi
13. Completum est quod dixi de operatio solis

### Arab változat
1. Való, való, nincs benne kétség, biztos, megbízható.
2. Íme, ami fent van, alulról jön, ami lent van, felülről. Az Egy műve a varázslat.
3. Ebből az Egyből egyetlen művelettel minden létező így keletkezett.
4. Apja a Nap, anyja a Hold, a Szél hordozta méhében, a Föld táplálta.
5. Ő a varázslat nemzője, őrzője, ereje tökéletes, a fények élesztője.
6. Tűz, amely földdé válik.
7. Válaszd el a tüzet a földtől, a könnyűt a nehéztől, vigyázva, mesteri kézzel.
8. A földről az égbe száll, úrrá lesz a fény fölött, s ismét leszáll a földre. Megszerzi a felső és az alsó erőket. Így lesz úrrá afölött, ami fent van, s ami lent. Mert veled van a fények fénye, s ezért a sötétség előled kitér.
9. Az erők erejével leszel úrrá a finom fölött, és hatolsz be a nehézbe.
10. Olyan ez, mint a világ teremtése.
11. Az ilyen tett varázslat, és ez a módja.
12. Ezért neveztek Háromszor Nagy Hermésznek.
13. Amit a Nap műveletéről mondtam, befejeztem.

### Magyarul
Smaragdtábla
1. Való, hazugság nélkül, biztos és igaz.
2. Ami lent van, az megfelel annak, ami fent van, és ami fent van, az megfelel annak, ami lent van, hogy az egyetlen varázslatának műveletét végrehajtsd.
3. Ahogy minden dolog az egyből származik, az egyetlen gondolatból, a természetben minden dolog átvitellel az egyből keletkezett.
4. Atyja a Nap, anyja a Hold, a Szél hordozta méhében, a Föld táplálta.
5. Ő a théleszma, az egész világ nemzője.
6. Ereje tökéletes, ha a földbe visszafordul.
7. Válaszd el a Tüzet a Földtől, a könnyűt a nehéztől, tudással, szenvedéllyel. Válaszd el a Fényt a Sötéttől, az Éterit az Anyagtól, tudással, elkötelezettséggel.
8. A földről az égbe emelkedik, aztán ismét a földre leszáll, a felső és az alsó erőket magába szívja. Az uralmat önmagad és az egész világod fölött így nyered el. E perctől fogva előled minden sötétség kitér.
9. Minden erőben ez az erő ereje, mert a finomat és a nehezet áthatja.
10. A világot így teremtették.
11. Ez az átvitel varázslata, és ennek ez a módja.
12. Ezért hívnak Hermész Triszmegisztosznak, mert a világegyetem tudásának mindhárom része az enyém.
13. Amit a Nap műveletéről mondtam, befejeztem.

## A szöveg magyarázata
A szöveg arra ad útmutatást, hogy az ember hogyan használja a rendelkezésére álló mágikus erőket.
A szöveg lényegi gondolata az, hogy tulajdonképpen minden azonos és minden Egy-ből keletkezett; minden gondolatnak és minden természeti dolognak ugyanaz a forrása, ha átvitellel is. Felvázolta a művelet (théleszma) lényegét, amely magában foglalja a mai ismeretelméletet és annak gyakorlati megvalósítását. A tudás, szenvedély által meg kell különböztetni a dolgokat egymástól. A théleszmán keresztül az ember olyan hatalomra tesz szert, mellyel képessé válik megfogni a megfoghatatlant és átjárni a nehéz tárgyakon, sőt képessé válik kilépni a háromdimenziós térből. A világ így teremtődött önmagából, az Egyetlen és Minden Létezőből. Ez a "Nap művelete". Ez egyformán jelenti központi csillagunkat, de a Világegyetem központi magvát is.
Paracelsus szerint 13 mondat az univerzális recept, mely segítségével a dolgok természetes vagy tökéletes állapotba helyezhetők; akár ásványi anyagokról, földi, növényi, állati vagy szellemi dolgokról van szó, nincs különbség. Minden létezőre alkalmazható transzmutáció (átváltozás), amellyel az a tökéletesség állapotába juthat; a belső kémia analitikus módszere.
A Smaragdtábla kimondja, hogy amint a Nap sugárzása meleggel, fénnyel és élettel tölti be a Földet, ugyanilyen sugárzást az ember magában is létrehozhat. Ezt a műveletet nevezték később alkímiának, vagy aranycsinálásnak. Utóbbi nevet azért kapta, mert az arany a Napnak megfelelő fém, s amikor az ember a Titkot megértve birtokába jut a teremtő energiának, Nappá, azaz arannyá változik. Egyes alkimisták szerint ez a módszer az Atlantiszban alkalmazott anyagtechnológia felélesztése.
A szöveget ugyanakkor nem vagyunk képesek mai tudásunk szerint tökéletesen értelmezni, mert a benne található analógiák olyan sokértelműek és bonyolultak, hogy a megfelelő kulcsok nélkül az értelmezése lehetetlenné válik. Ilyenkor kell használnunk meditatív technikákat, intuitív tudásunkat. Mivel a szöveggel együtt nem hagyták ránk a kulcsokat, ezért a valódi jelentése individuális szintre korlátozódik, ami jelen esetben annyit tesz, hogy mindenki máshogyan értelmezi, fejti meg a szöveget. Attól függ az értelmezés tehát, hogy az egyén milyen ismeretekkel rendelkezik.